# LATAM Airlines Perú
LAN Perú ist eine peruanische Fluggesellschaft, die als LATAM Airlines Perú am Markt auftritt und ist eine Tochtergesellschaft der LATAM Airlines Group, die 2012 aus der Fusion der chilenischen Fluggesellschaft LAN Airlines mit der brasilianischen TAM Linhas Aéreas entstand.

## Geschichte
Die Fluggesellschaft LAN Perú wurde im Juli 1998 von einer Gruppe von Investoren um den chilenisch-mexikanischen Industriellen Boris Hirmas (1936–2000) als Ableger der chilenischen LAN Airlines gegründet und nahm am 2. Juli 1999 den peruanischen Inlandsflugverkehr vom Flughafen Lima zu den Flughäfen in Cusco und Arequipa auf. Nach dem Rückzug von Aeroperú, Faucett Perú und anderen Gesellschaften gab es mit LAN Perú erstmals wieder eine große eigene Fluggesellschaft im Land. Der internationale Flugverkehr wurde am 15. November 1999 mit dem Start der Verbindung nach Miami aufgenommen. Ab September 2002 gehörte ein Mehrheitsanteil von 49 % an LAN Perú der chilenischen LAN, 30 % befanden sich im Besitz von ER Larraín, weitere 21 % gehörten zu Inversiones Aereas. Im Zuge der 2010 begonnenen und 2016 abgeschlossenen Fusion zwischen der Muttergesellschaft LAN und der brasilianischen Gesellschaft TAM, aus der die LATAM Airlines hervorgingen, wurde die peruanische Konzerntochter LATAM Airlines Perú 2015 neu errichtet und wurde übers Mutterunternehmen angeschlossenes Mitglied der Luftfahrtallianz Oneworld Alliance bis zum gemeinsamen Austritt am 1. Mai 2020.

## Flugziele
LATAM Perú bedient neben zahlreichen Zielen innerhalb Perús wie Cusco und Iquitos auch mehrere Ziele in Nord- und Südamerika wie Bogotá und Los Angeles sowie im Langstreckenverkehr als gegenwärtig einzige Ziele Madrid und Barcelona.

## Flotte

### Aktuelle Flotte
Mit Stand April 2025 besteht die Flotte der LATAM Perú aus zwei Flugzeugen mit einem Durchschnittsalter von 19,5 Jahren:
| Flugzeugtyp     | Anzahl | bestellt | Anmerkungen | Sitzplätze | Durchschnittsalter |
| --------------- | ------ | -------- | ----------- | ---------- | ------------------ |
| Airbus A319-100 | 2      |          |             | 144        |                    |
| Gesamt          | 2      | -        |             |            | 19,5 Jahre         |

### Ehemalige Flugzeugtypen
In der Vergangenheit wurden auch Flugzeuge des Typs Airbus A320-200 und Boeing 767-300ER eingesetzt.

## Zwischenfälle
- Am 18. November 2022 kollidierte ein Airbus A320neo (CC-BHB) der LATAM Airlines Perú beim Starten auf der Startbahn des Flughafens Lima mit einem Feuerwehrfahrzeug. Während alle 102 Fluggäste und sechs Besatzungsmitglieder überlebten, starben zwei von drei Feuerwehrleuten im getroffenen Wagen. Der dritte wurde schwer verletzt. Der Grund für den Zusammenstoß ist noch unklar. Nach der Kollision mit der rechten Tragfläche fing das rechte Triebwerk Feuer und das rechte Hauptfahrwerk knickte ein.[5][6]